# Académie des sciences de l'institut de Bologne

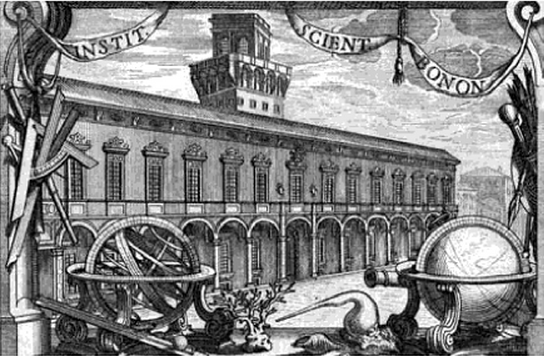
Gravure du 18e s.

L'Académie des sciences de l'institut de Bologne (en italien, Accademia delle Scienze dell'Istituto di Bologna) est une société savante de Bologne, en Italie, fondée en 1714 et ayant prospéré au siècle des Lumières. Elle est, au début du XXIe siècle, étroitement liée à l'université de Bologne.

## Origines
Vers la fin du XVIIe siècle l'université de Bologne, l'une des plus anciennes du monde, à la fois centre artistique et lieu de découvertes scientifiques florissant, entame une longue période de déclin. L'Academia degli Inquieti est fondée à Bologne vers 1690 par Eustachio Manfredi comme lieu de discussions mathématiques. À ses débuts, l'académie tient ses réunions au domicile de Manfredi où elle commence à attirer des chercheurs d'autres disciplines telles l'anatomie et la physiologie, de Bologne et des provinces voisines. En 1694, l'académie se déplace au domicile de Jacopo Sandrkji, un professeur d'anatomie et de médecine à l'université de Bologne. En 1704 elle se dote d'une structure plus formelle avec la nomination d'un président et d'un secrétaire.
En 1705, l'académie déménage à nouveau, cette fois dans le palais du comte Luigi Ferdinando Marsigli, un esprit universel souvent considéré comme le fondateur de l'océanographie et de la géologie marine. Il a l'ambition d'achever son Traité sur la Structure du Globe Terrestre. Ce projet ne peut se concrétiser, mais environ 200 feuillets de l'ouvrage sont conservés à la bibliothèque de l'université . à l'institut son but est de rassembler dans les locaux d'une ancienne résidence sénatoriale, le Palazzo Poggi, l'ensemble des connaissances scientifiques modernes. 
Une constitution pour l'Institut des sciences est approuvée le 12 décembre 1711. En 1712, Marsigli fait don à la ville de Bologne de son musée qui est alors transféré au Palazzo Poggi.

## Les premières années

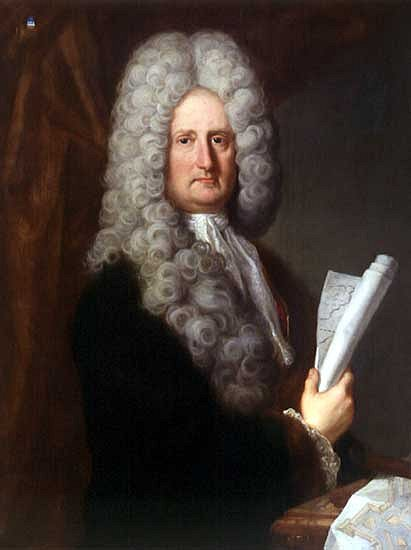
Luigi Ferdinando Marsigli, le fondateur de l'Institut

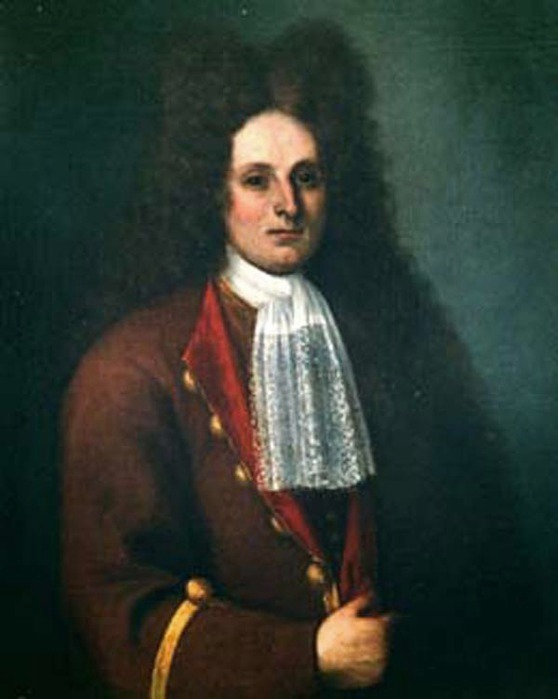
Jacopo Riccati, qui a introduit l'équation de Riccati et a été considéré comme l'un des mathématiciens les plus influents du 2e millénaire

Fusionnant avec l'Accademia degli Inquieti, l'Accademia delle Scienze dell'Istituto di Bologna est officiellement inaugurée en 1714. Simultanément, Marsigli crée aussi dans sa propre résidence une Académie des Beaux-Arts (Accademia di Belle Arti di Bologna) pour la peinture, la sculpture et l'architecture que le Sénat l'autorise à jumeler à son académie des sciences. Le pape Clément XI, fervent partisan de l'académie des Beaux-Arts la dote de ses statuts ; c'est ainsi qu'elle est parfois appelée Accademia Clementina di Bologna en son honneur. Elle occupe le premier étage du Palazzo Poggi, l'académie des sciences le deuxième et l'observatoire le troisième.
L'académie des sciences est pourvue de cinq chaires professorales. Marsigli la conçoit comme un centre de recherches scientifiques dans la tradition de la Galilée et de Newton, mais au début, l'institut ne répond pas à ses attentes, ne servant que comme lieu de distraction intellectuelle à montrer aux visiteurs de passage, tandis que le public délaisse les conférences et les démonstrations scientifiques. Un conflit sérieux éclate en 1723 entre Marsigli, qui a en grande partie financé l'institut, et le Sénat de Bologne, qui en a la charge, Marsigli accusant le Sénat de n'avoir pas rempli les conditions de son don. En 1726, l'intervention du pape permet de régler provisoirement ce problème à la satisfaction de Marsigli, mais ses adversaires continuent à faire obstruction et en 1728 Marsigli, découragé, finit par abandonner son projet.
Pour répondre aux besoins de l'institut, divers changements et ajouts sont effectués aux deux étages du Palazzo Poggi. La tour de l'observatoire astronomique (Specola) est construite en 1725 sur un plan de Carlo Francesco Dotti. Des laboratoires, galeries et ateliers sont aménagés permettant à l'institut de devenir un centre de recherche ainsi que d'échange d'informations. En 1727, Marsigli y transfère ses collections des Indes orientales. L'institut publie son premier volume de comptes rendus en 1731. Trois autres volumes paraissent de 1745 à 1747 et cinq autres avant la fin du dix-huitième siècle. Il contribue à sortir de Bologne de son isolement provincial en nouant des relations avec des centres comme l'Académie française des Sciences et la Royal Society britannique.

## Le siècle des Lumières

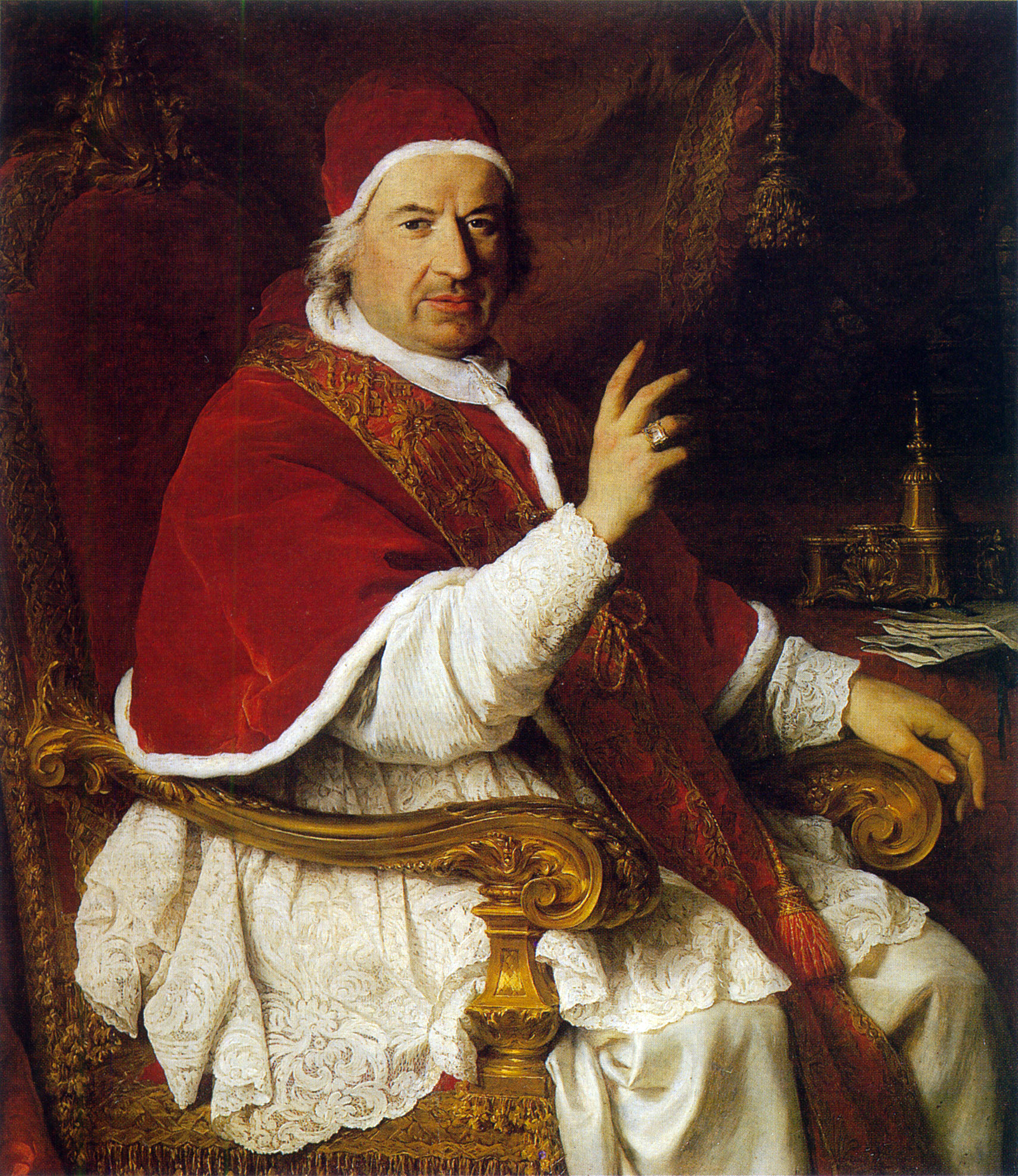
Le pape Benoît XIV, grand bienfaiteur de l'Institut.

L'archevêque de Bologne Prospero Lambertini, qui devient en 1741 le pape Benoît XIV, est un fervent partisan de l'institut. Il fait auprès de Jonathan Sisson de Londres l'acquisition d'instruments d'astronomie pour la tour  de l'observatoire. Il lance un grand projet de réorganisation de la bibliothèque en construisant l'aile dite "bénédictine" de l' Aula Magna, une salle de lecture qui fait maintenant partie de la bibliothèque universitaire. Les collections et la bibliothèque du naturaliste Ulisse Aldrovandi (1522-1605) sont transférés de l'université à l'institut. L'influence d'Aldrovandi se manifeste dans le diluvianisme libéral des scientifiques de l'institut à cette époque, qui croient en une « intégration équilibrée de la science, de la philosophie et de la religion ». En 1742, on commande à Ercole Lelli des modèles anatomiques en cire pour le musée d'anatomie. En 1743, l'institut reçoit du musée d'histoire naturelle une collection rassemblée par le sénateur Ferdinando Cospi.
En 1744, on demande à Pieter van Musschenbroek et à Willem 's Gravesande leur opinion concernant l'acquisition d'instruments en provenance des Pays-Bas dans le but d'enseigner et d'explorer les théories de Galilée et de Newton. En 1745, l'institut ouvre un cabinet de physique (Gabinetto di Fisica), une pièce qui fait office de musée et de laboratoire d'expériences de physique. La totalité de l'atelier du fabricant d'instruments d'optique Giuseppe Campani (1635-1715) est cédée à ce cabinet de physique en 1747. Des fonds supplémentaires sont alloués pour améliorer les laboratoires de chimie et soutenir la chaire de professeur de chimie. En 1754, le cardinal Filippo Maria Monti fait à l'institut le don de sa bibliothèque de 12 000 volumes et d'une collection de peintures où figurent des portraits de grands savants. La bibliothèque est officiellement ouverte en 1756. En 1757 Giovanni Antonio Galli est nommé professeur d'obstétrique, et l'année suivante, le pape, passant outre aux oppositions établit une école d'obstétrique à l'institut.
Après les réformes du pape Benoît XIV, l'Académie des Sciences devient le centre de tous ceux qui souhaitent faire avancer la science à  Bologne. Un intérêt nouveau fait son apparition à l'égard des théories de Marcello Malpighi, René Descartes et Isaac Newton et de l'enseignement de Nicolas Copernic, Galilée et Francis Bacon, ainsi que pour les questions sociales. La physicienne Laura Bassi, qui en 1732 était devenue la deuxième femme à obtenir un diplôme universitaire, devient membre de l'institut, où elle présente tous les ans des articles tels que celui de 1746 Sur la compression de l'air. La mathématicienne et physicienne Émilie du Châtelet devient membre en 1746. Le chimiste Bartolomeo Beccari cherche à rendre les populations résistantes à la famine grâce à un nouveau régime alimentaire d'urgence. Vers la fin du dix-huitième siècle, l'académie atteint un haut niveau de progrès scientifique, sous la présidence de Luigi Galvani. En 1791, il publi son traité révolutionnaire de viribus electricitatis in motu musculari (Commentaire sur la force de l'électricité sur le mouvement musculaire).

## Histoire tardive

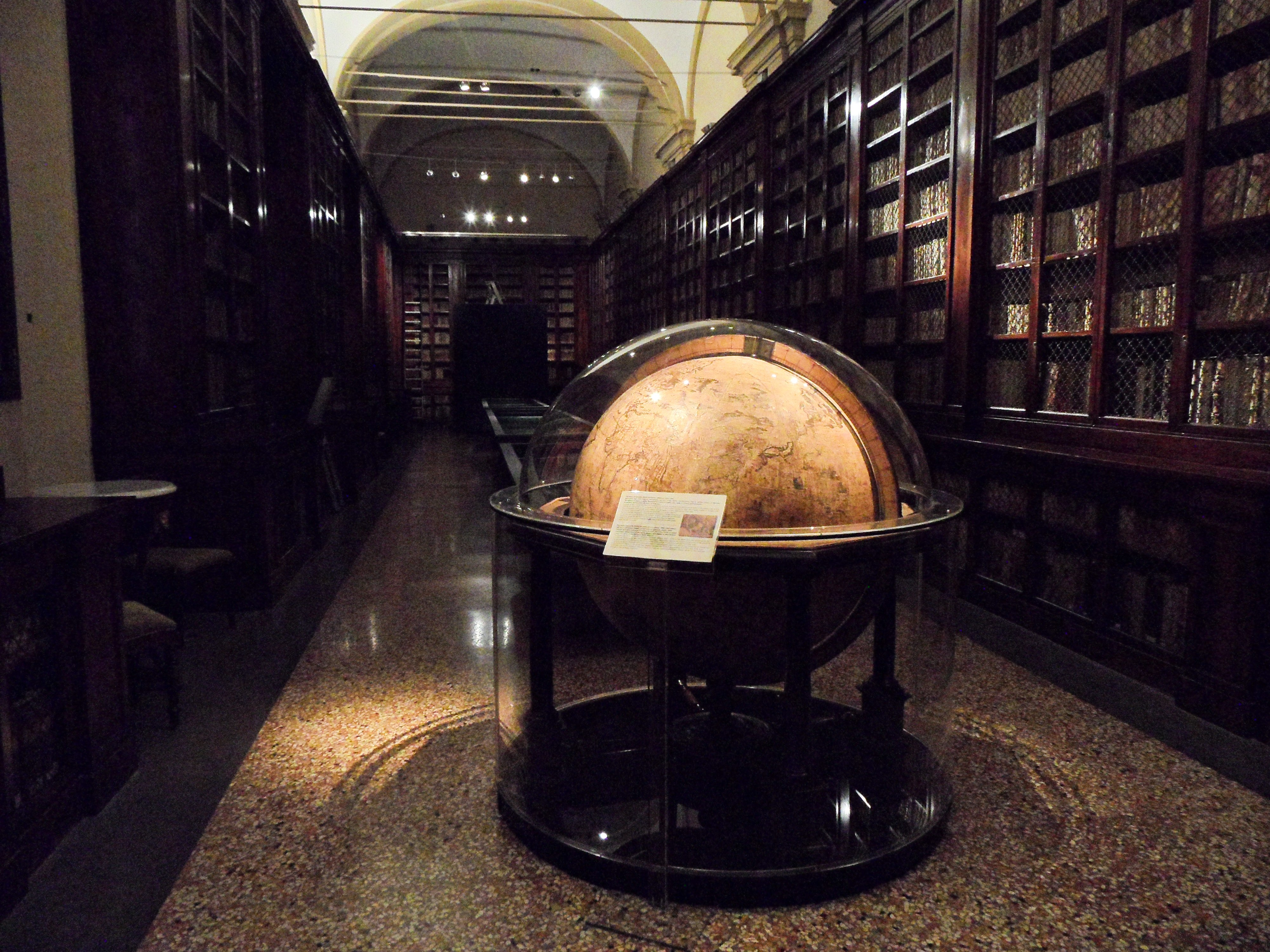
Globe terrestre du XVIIe siècle au Palazzo Poggi.

La période napoléonienne provoque de grands bouleversements. Vers 1802 ou 1803, l’Académie Clémentine est dissoute, ne laissant subsister que l'Académie des Sciences. En 1804, cette dernière est temporairement suspendue. Elle rouvre ses portes en 1829 sur ordre de Bartolomeo Alberto Cappellari, le futur Grégoire XVI, en siège de 1831 à 1846, qui voit en l'académie l'autorité de référence pour les avis scientifiques aux États pontificaux. Le pape Pie IX, en siège de 1846 à 1878, la considère comme un moyen d'achèvement du progrès social et scientifique. L'institut connaît de graves problèmes économiques durant les années suivant immédiatement l'annexion de la légation papale de Bologne par le royaume d’Italie en 1859, par laquelle la ville de Bologne perd beaucoup de son importance politique. En 1883, l'adjectif « royale » est ajouté au nom de l'académie. Il sera abandonné en 1945.
À la fin du XIXe et au début du XXe siècle, l'académie renaît et héberge de nombreux scientifiques célèbres, tels Francesco Rizzoli, Augusto Righi, Giovanni Capellini, Luigi Calori et Pietro Albertoni. Au début du XXe siècle, apparaît un mouvement pour la création d'une nouvelle faculté des sciences de l'homme, dirigé par des érudits comme Giosuè Carducci et de Giovanni Pascoli. En 1907, l'académie admet pour la première fois des juristes. Sous le régime fasciste, elle joue un rôle de premier plan dans la nouvelle Académie Royale d'Italie, sous l'impulsion de savants tels que Guglielmo Marconi et Alessandro Ghigi. Après la seconde Guerre Mondiale, l'Académie d’Italie est dissoute, et l’Académie de Bologne éprouve de graves difficultés financières.

## Aujourd'hui
Dans la période contemporaine, l'académie publie des travaux originaux en sciences humaines et fondamentales et organise conférences et débats. Elle collabore avec l'université de Bologne dans des séminaires communs réunissant près de 1 500 étudiants chaque année. Riche de son patrimoine de fresques de Pellegrino Tibaldi, elle est aussi très active dans les domaines de l'histoire de l'art et de la restauration.